# Parafia św. Jana Chrzciciela w Raciborzu
Parafia św. Jana Chrzciciela – rzymskokatolicka parafia znajdująca się w Raciborzu, w dzielnicy Ostróg. Parafia należy do diecezji opolskiej i dekanatu Racibórz.

## Historia
Pierwotnie na miejscu parafii znajdowała się kasztelania i zamek, gdzie prawdopodobnie istniała kaplica św. Jana. W 1288 r. biskup wrocławski Tomasz II powołał kapitułę kolegiacką przy kaplicy pw. św. Tomasza Kantuaryjskiego. Kapitułę w 1416 r. przeniesiono do kościoła parafialnego Wniebowzięcia Najświętszej Maryi Panny. W 1817 r. przy kaplicy św. Jana został ustanowiony osobny duszpasterz, a sama parafia powstała 17 sierpnia 1820 r. Z parafii usamodzielniła się parafia św. Paschalisa w Raciborzu–Płoni (1932).

## Kościół
Neogotycki kościół parafialny położony jest przy ulicy Morawskiej 1. Powstał w XIII w. Obecny, murowany budynek wzniesiony został w latach 1856–1866. Mieści się w nim obraz cierpiącego Chrystusa, będący niegdyś przedmiotem kultu i pielgrzymek.

## Proboszczowie
- ks. Bernard Hartlik
- ks. Michał Jędrychowski
- ks. Jerzy Hetmańczyk